# Gmina miejska Palilula (Belgrad)
Gmina miejska Palilula (serb. Gradska opština Palilula / Градска општина Палилула) – gmina miejska w Serbii, w mieście Belgrad. W 2018 roku liczyła 183 003 mieszkańców.